# Eiter (Weser)
Die Eiter, vor dem 20. Jahrhundert auch Eyter geschrieben, ist ein kleiner linker Nebenfluss der Weser, der bei Thedinghausen-Eißel in die Mittelweser mündet.

## Flusslauf

### Obere Eiter
Die Obere Eiter ist ein Mühlbach. Sie entsteht im Bruchhausen-Vilsener Ortsteil Dille auf etwa 52 m ü. NHN aus einem nicht klassifizierten, bis zu 1,5 km langen, von jenseits B 6 kommenden Graben. Auf den ersten 1,5 km fließt sie mit deutlichem Gefälle durch ein kleines Tal am Rand der Wildeshauser Geest hinunter zur Klostermühle auf 30 m über dem Meer. Nach weiteren 700 m hat sie an der Bruchmühlener Mühle nur noch 25 Meter Höhe. Von dort aus schlängelt sie sich noch knapp einen weiteren Kilometer zum Gerkengraben auf 19 m über dem Meer. Diesen setzt sie stark begradigt fort und erreicht so 6,5 km nach dem Ursprung in Dille den Hauptkanal, einen Be- und Entwässerungsgraben des Meliorationssystems.

### Hauptkanal
Im weitgehend künstlichen Gewässernetz der Weserniederung ist die Eiter von zentraler Bedeutung für den Wasserhaushalt und der Hauptkanal so besehen ihr eigentlicher Oberlauf, sein Einzugsgebiet misst 90,40 km² gegenüber 15,57 km² der Eiter oberhalb seiner Mündung und 22,34 km² der Oberen Eiter. In der Niederung sind alle Gewässer mehr oder weniger begradigt. Der Hauptkanal (GKZ: 49162) beginnt am Ziegeleisee in Hoya und ist bis zur Einmündung der oberen Eiter 10,6 km lang. Mit seinem ersten bedeutenden Zufluss, der am Bückener Mühlenbach beginnenden Dedendorfer Graue
(3,8 km, GKZ: 4916212), sind es sogar 11,1 km. 1,2 km nach der Einmündung der oberen Eiter gabelt sich der Hauptkanal: der nach rechts abzweigende Hinterwiesengraben ist 1,5 km lang und leitet den größeren Teil des Wassers zum namentlichen Beginn der (unteren) Eiter, als deren hydrografischer Oberlauf der Benkengraben nummeriert wurde (GKZ: 4916111/-119). Dessen heutiger rechter Zulauf namens Moorgraben (GKZ 4916112) ist als historischer Vorläufer des Hauptkanals anzusehen, von dem er heute ohne nennenswerten Durchfluss in Hoyerhagen abzweigt.
Der Hauptkanal geht namentlich parallel zum Geestrand weiter, um die Weserniederung von Wasserzufuhr aus der Geest zu entlasten. Bei der Einmündung des Retzer Baches (GKZ 4916208) knickt er heutzutage rechtwinklig nach rechts ab, um 7,1 km nach dem Abzweig des Hinterwiesengrabens selber in die Eiter zu münden. Die kürzere Strecke durch den Hinterwiesengraben zu diesem Zusammenfluss misst 5,5 km. Der Hauptkanal war eigentlich als Zuleiter zur Ochtum vorgesehen. Der am Knick aus Nordwesten einmündende Süstedter Graben war als seine Fortsetzung gedacht und wird heute entgegen der Entwurfsrichtung genutzt.

### Die Eiter in der Weserniederung
Von ihrer Biegung oberhalb der Mündung des Hauptkanals bis nach Thedinghausen fließt die Eiter mit geringen Richtungsänderungen nordnordostwärts.
Bis Mitte des 20. Jahrhunderts bildete sie hier die Grenze zwischen hannöverschem Gebiet auf dem rechten Ufer und der braunschweigischen Exklave Thedinghausen auf dem linken Ufer. Die landwirtschaftlichen Flächen beiderseits, teilweise mit dem Flurnamen Bruch, sind heutzutage Ackerland. Links läuft bis kurz vor Thedinghausen parallel die Kleine Eiter (11,20 km², GKZ: 49166) und westlich davon liegt das Gelände etwas höher, so dass keine Dränage erforderlich ist. Von rechts münden Entwässerungsgräben, die den Wasserhaushalt der Niederung von Hoya bis hierher regeln: Aalfleet, Krähenkuhlenfleet (15 km, 14,85 km², GKZ: 49164), Streekfleet und Rietlake.
Kurz vor dem Ortskern von Thedinghausen kommt ebenfalls von rechts als bedeutendster seitlicher Zufluss ein fast 18,6 km langer Entwässerungsgraben namens Landwehr (63,91 km², GKZ: 49168). Nördlich des Ortes nimmt die Eiter noch von rechts den Oetzer Seegraben und zwei weitere Zuflüsse auf, alle drei entwässern Land auf der Rückseite des Weserdeiches. Am Siel der Eiter im Weserdeich bei Eißel arbeitet seit 1969 das Schöpfwerk Eißel Vorgesehen für die Entwässerung der Weserniederung, etwa 160 km², befördert es heute auch Wasser von angrenzenden Geestgebieten in die Weser. Nach 1,1 km schnurgeradem Verlauf durch das Deichvorland mündet die Eiter schließlich in den Weserbogen „Kaper“. Ihre mittlere Wasserführung beträgt hier knapp 2 m³/s.

## Weblinks

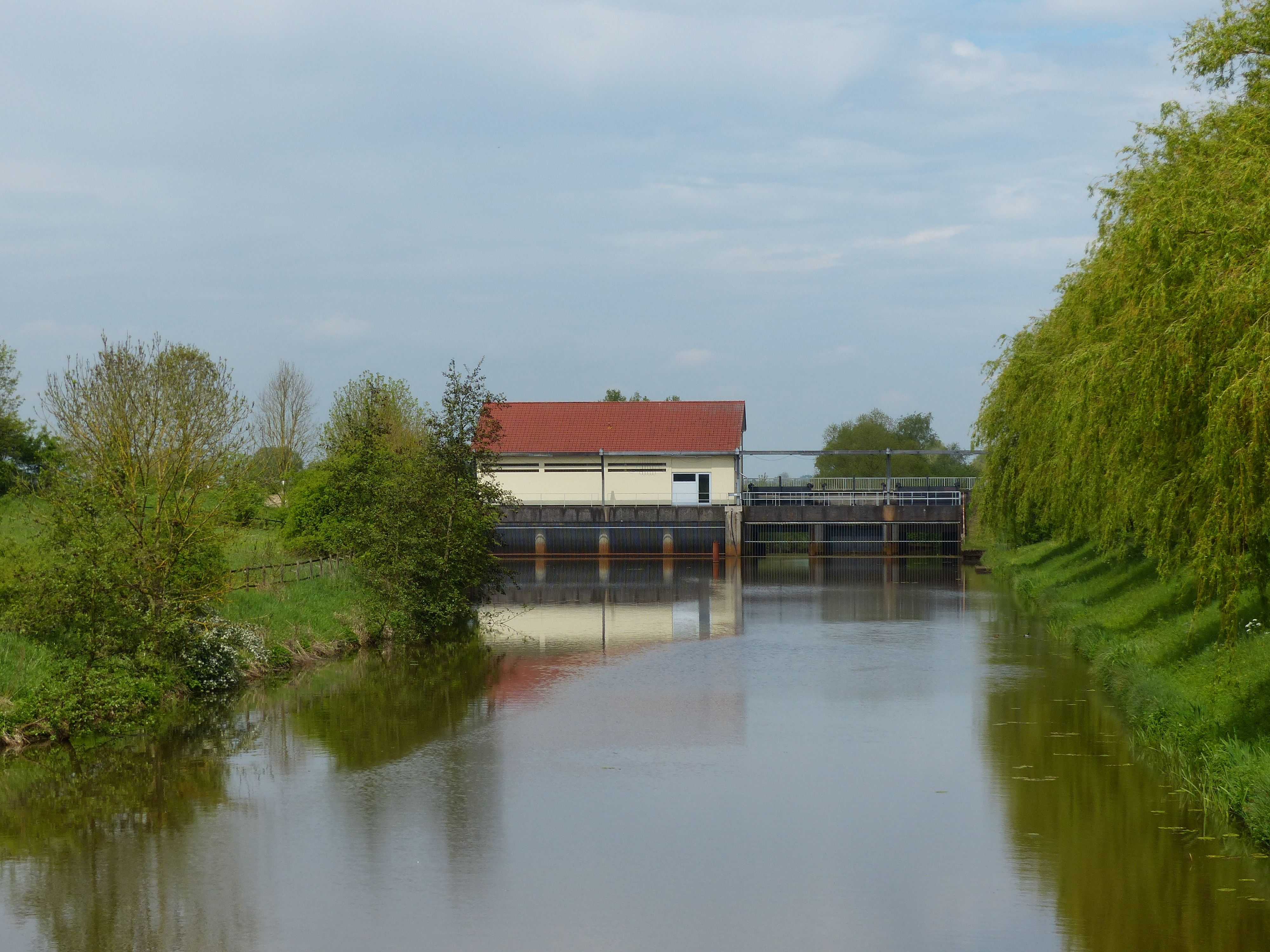
Die Eiter vorm Schöpfwerk Eißel